# Tremella foliacea
Tremella foliacea es una especie de hongo del género Tremella, familia Tremellaceae, orden Tremellales. Fue descrita por Pers.
Se le considera un degradador de la madera muerta y suele aparecer entre otoño e invierno.

## Descripción
Hongo gelatinoso con forma irregular y arrugado. Es de color pardo rojizo aunque puede variar desde marrón-canela hasta morado.

## Distribución y hábitat
Especie cosmopolita. Se adhiere a la madera muerta de los troncos y ramas caídas.